# Przebędowo Lęborskie
Przebędowo Lęborskie – zlikwidowany przystanek kolejowy w Przebendowie na linii kolejowej nr 230 Wejherowo – Garczegorze, w województwie pomorskim. Przystanek został zlikwidowany po 1945 roku.